# Polymela (Tochter des Aiolos)
Polymela (altgriechisch Πολυμήλα Polymḗla, deutsch ‚die Herdenreiche‘) ist eine Gestalt der griechischen Mythologie.
Bei Parthenios, der hierbei ein Epyllion namens Hermes des im 4. Jahrhundert v. Chr. wirkenden Dichters Philetas verarbeitete, war Polymele eine der Töchter des Aiolos. Als Odysseus während seiner Irrfahrten das Sizilische und das Tyrrhenische Meer durchstreifte, kam er zur Insel des Aiolos, wurde von diesem gastfreundlich aufgenommen und sehr lange bewirtet. Denn Aiolos bewunderte den Odysseus wegen dessen Weisheit und ließ sich alle Vorkommnisse vor Troja berichten, aber auch die Geschehnisse nach dem Trojanischen Krieg, die dazu führten, dass die Schiffe der heimkehrenden Griechen zerstreut wurden.
Odysseus, der sich in Polymela verliebt und mit ihr ein heimliches Verhältnis begonnen hatte, dehnte den Aufenthalt auf der Insel des Aiolos gern aus und genoss die Zeit. Nach seiner Abreise, die er mit dem Windbeutel des Aiolos für eine sichere Heimkehr angetreten hatte, fand man Polymela, wie sie eifersüchtig einige Stücke der trojanischen Beute, die ihr Odysseus geschenkt hatte, bewachte und unter Tränen mit ihnen spielte. Aiolos verfluchte nach dem auf diese Weise aufgedeckten Verhältnis den Odysseus und wollte Polymela hart bestrafen. Doch bat ihr Bruder Diores, der seiner Schwester in echter Liebe zugetan war, um ihre Hand, was Aiolos gewährte. Die Geschwisterehe unter den Kindern des Aiolos war nichts Ungewöhnliches; vielmehr waren alle sechs Söhne des Aiolos mit dessen sechs Töchtern verheiratet, wie Archinos, der Verfasser einer Lokalgeschichte von Thessalien, in einem Scholion zu Homers Odyssee darlegte.